# Knotsvoettrechterzwam
De knotsvoettrechterzwam (Clitocybe clavipes) is een schimmel behorend tot de familie Tricholomataceae. Hij leeft als terrestrische saprofiet op bladeren en naalden van bomen en struiken op matig voedselrijk zand of leem.

## Kenmerken

### Uiterlijke kenmerken
Hoed
De hoed heeft een diameter van 3 tot 8 cm. Hij is verdiept of vlak trechtervormig. In het midden van de hoed bevindt zich altijd een sponzige, stompe bult (umbo). Het gladde, droge, min of meer zijdeachtige vezelachtige oppervlak is grijsbruin tot bruin-olijfkleurig. De licht gevoorde rand is lichter tot bijna witachtig van kleur. Het oppervlak is mat of licht glanzend.
Lamellen
De lamellen zijn breed, sikkelvormig en lopen af op de onderaan verdikte steel. Ze hebben de kleur crème tot lichtgeel.
Steel
De steel is 3 tot 10 cm lang en 5 tot 16 mm dik. Hij is vezelig, bruinachtig gestreept met een witviltige, sterk knolvormig verdikte basis. Hij is vol tot sponsachtig van binnen en ook hol naarmate hij ouder wordt. Het steeloppervlak is longitudinaal vezelig en witachtig tot bleekbruin en over het algemeen iets lichter van kleur dan de hoed. De witvilten steelvoet is zichtbaar opgezwollen en is tot 3 cm breed. Het vlees is zacht, witachtig en sponsachtig en meestal min of meer verzadigd als het regent.
Geur
Het vlees is wit en kleurt niet wanneer dit wordt doorgesneden. De geur wordt omschreven als vaag paddenstoelachtig, fruitig, kruidig tot amandelachtig en de smaakt van mild tot neutraal.
Sporen
De sporenafdruk is witachtig tot bleek crèmekleurig

### Microscopische kenmerken
De sporen zijn glad, inamyloïde elliptisch, ellipsoïde tot eivormig of langwerpig-ellipsoïde, soms aan het uiteinde versmald, hyaliene in KOH en meten 6-10 × 3-3,5 µm. De basidia zijn 27–36 × 6–7 µm. Pseudocystidia meten 22–26 × 10-15 µm.

## Verspreiding
De knotsvoettrechterzwam is wijdverbreid en algemeen in Noord-Europa en de Britse eilanden. In Noord-Amerika is de zwam gebruikelijk onder dennenplantages in het oosten en minder gebruikelijk in de Pacific Northwest.
Deze soort komt in Nederland zeer algemeen voor. De vruchtlichamen zijn te vinden van juli tot en met januari.

## Eetbaarheid
De klompvoettrechterzwam is geen eetbare paddenstoel, omdat deze giftig kan zijn bij consumptie met alcohol. In 2002 werden vijf vetzuurderivaten, waaronder drie nieuwe verbindingen, geïsoleerd uit de schimmel.

## Foto's

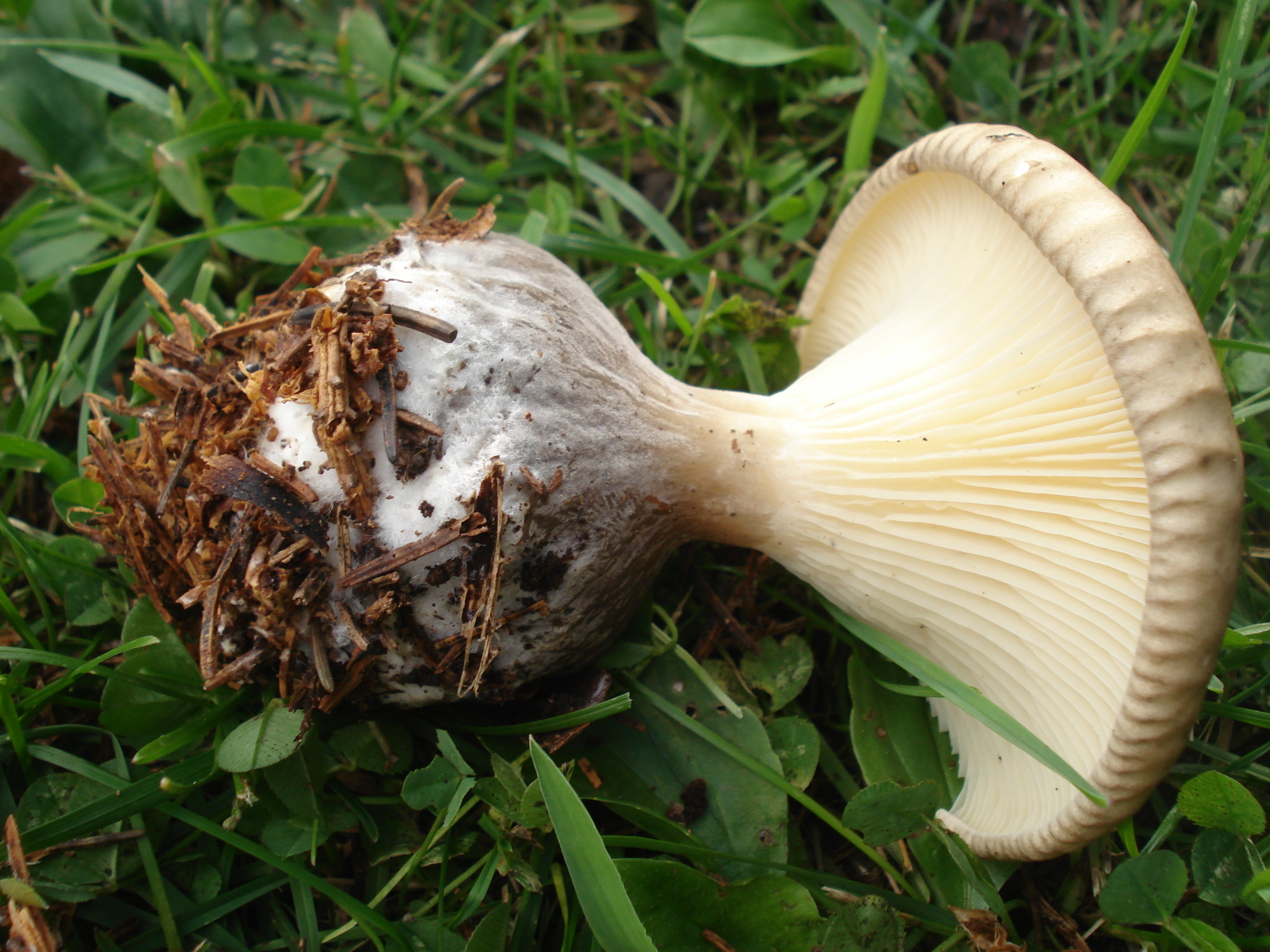
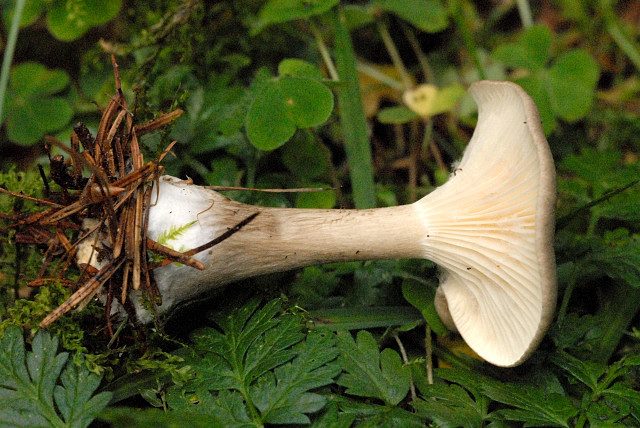
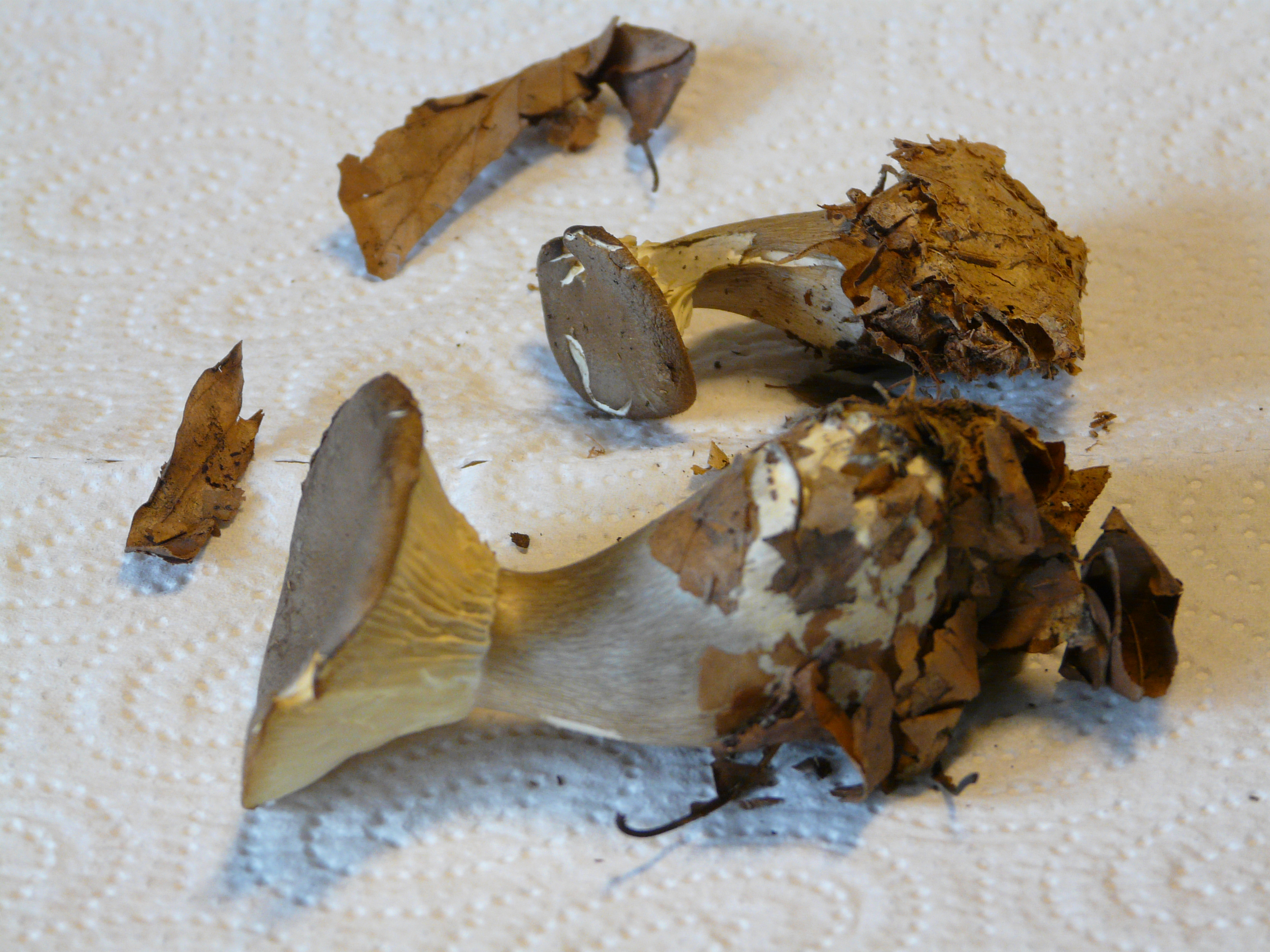